# Чесанити
Чесанити је насеље у Италији у округу Вибо Валенција, региону Калабрија.
Према процени из 2011. у насељу је живело 687 становника. Насеље се налази на надморској висини од 421 м.

## Становништво
Према резултатима пописа становништва 2011. у општини је живело 3.405 становника.
| 1951. | 1961. | 1971. | 1981. | 1991. | 2001. | 2011. |
| ----- | ----- | ----- | ----- | ----- | ----- | ----- |
| 4.089 | 3.939 | 3.775 | 3.879 | 4.079 | 3.647 | 3.405 |